# Écluse simple de Fresquel
L'écluse simple de Fresquel est une écluse à chambre simple du canal du Midi. Construite vers 1674, elle se trouve à 109 km de Toulouse à 92 m d'altitude. Les écluses adjacentes sont l'écluse de l'Évêque à l'est et l'écluse double de Fresquel séparée par un petit bassin intermédiaire, à l'ouest.
Elle est située sur la commune de Carcassonne près du pont canal qui enjambe le Fresquel dans le département de l'Aude en région Occitanie.